# 488

## Esdeveniments
- Pèrsia: Els nobles deposen el rei sassànida Balash i lliuren la corona al seu nebot Cobades I.
- Isàuria (Àsia Menor): El rebel Il·los i l'usurpador Lleonci I són vençuts per l'exèrcit de l'emperador Zenó, capturats i decapitats.
- Dàcia: Els ostrogots de Teodoric el Gran inicien la seva emigració massiva cap a Itàlia. Pel camí tenen enfrontaments amb huns, gèpides i sàrmates.
- Pannònia: Els longobards, liderats per Gedeoc aconsegueixen la independència dels huns i s'estableixen a les terres entre el Vístula i l'Oder.

## Necrològiques
- Isàuria (Àsia Menor): Il·los, general romà d'Orient, decapitat.
- Isàuria (Àsia Menor): Lleonci I, usurpador al títol d'emperador romà oriental, decapitat.
- Constantinoble: Acaci, patriarca de la ciutat.